# Anthophora festae
Anthophora festae är en biart som beskrevs av Giovanni Gribodo 1924.
Anthophora festae ingår i släktet pälsbin, och familjen långtungebin. Inga underarter finns listade i Catalogue of Life.